# Weyer (Solingen)
Weyer ist ein Ortsteil der bergischen Großstadt Solingen.
Der ursprünglich am Ufer eines Weihers gelegene Ort hat seine Wurzeln im späten Mittelalter. Die bergische Hofschaft profitierte ab dem 19. Jahrhundert von ihrer verkehrsgünstigen Lage am alten Rheinweg zwischen Wald und Ohligs entwickelte sich zu einem der Siedlungszentren in der Stadt Merscheid, die ab 1891 in Ohligs umbenannt wurde. Am Weyer war das Unternehmen Kortenbach & Rauh ansässig, das mit über 1.000 Beschäftigten einer der bedeutendsten Arbeitgeber in der Stadt war. Seit dem Niedergang der dort angesiedelten Industrie in den 1990er Jahren bildet Weyer heute einen wichtigen Wohn-, Nahversorgungs- und Schulstandort im Solinger Stadtteil Wald.

## Lage
Weyer liegt im Südwesten von Solingen-Wald an der nach dem Ort benannten Weyerstraße, die als Landesstraße 85 klassifiziert ist. Südlich grenzt Weyer an den Solinger Stadtteil Merscheid. Der ursprüngliche Kern des Ortes befand sich in einer Talsenke, etwa zwischen den Einmündungen der heutigen Freiheit- und der Brüderstraße. Als Weyer wird heute der gesamte umliegende Bezirk bezeichnet, der sich vom südlichen Bereich des Walder Höhenrückens an der Scheuer bis entlang der Weyerstraße bis zum Humboldtgymnasium erstreckt. Er umfasst bis in das Tal des Lochbach im Süden auch einige der angrenzenden Straßen. In einer Talsenke im Westen von Weyer entspringt der Baverter Bach, der in die Itter mündet.
Benachbarte Orte sind bzw. waren (von Nord nach West): Häuschen, Krausen, Altenhof, Scheuer, Rosenkamp, Pfaffenbusch, Tiefendick, Merscheid, Bech, Monhof und Bavert.

## Etymologie
Die Ortsbezeichnung Weyer, früher häufig als am Weyer oder Weier genannt, leitet sich von dem Wort Weiher ab. Der Ort befand sich bis in das 19. Jahrhundert an einem Weiher, der auf dem Grundriss nach der Urkarte von 1829/1830 nordöstlich des Ortes auch noch verzeichnet ist.:Tafel 1.2b Wann er trockengelegt wurde, ist nicht bekannt.

## Geschichte

### Frühgeschichte bis 19. Jahrhundert
Weyer hat als Einzelhof und spätere Hofschaft mindestens schon im späten Mittelalter bestanden. Die erste urkundliche Erwähnung erfolgte im Jahr 1488, als der Ort als zo dem Weyer in einem Dokument erwähnt wird.:2 Der Ort lag an der Höhenrückenstraße zwischen Wald und Broßhaus, wo die Straße über Hilden nach Benrath abzweigte. Die Straße von Hitdorf über Landwehr, Broßhaus und Weyer nach Wald wurde im Jahre 1754 als sogenannter Rheinweg ausgebaut, um die Stadt Wald als Wirtschaftszentrum besser an die Rheinschiene anzubinden. Als der Rheinweg 1817/1818 am Gräfrather Central Anschluss an die Werdensche Kohlenstraße erhielt, wurde die Straße von Benrath über Hilden, Broßhaus, Weyer, Wald und Foche bis zum Central zur Benrath-Focher Staatsstraße, die später zu einer preußischen Provinzialstraße wurde.:31
In dem Kartenwerk Topographia Ducatus Montani von Erich Philipp Ploennies, Blatt Amt Solingen, aus dem Jahre 1715 ist der Ort mit einer Hofstelle verzeichnet und als H. Weyer benannt. Die Topographische Aufnahme der Rheinlande von 1824 verzeichnet den Ort als am Weier. Die Preußische Uraufnahme von 1844 verzeichnet ihn als Am Weiher. In der Topographischen Karte des Regierungsbezirks Düsseldorf von 1871 ist der Ort als Weyer verzeichnet, die Preußische Neuaufnahme von 1893 verzeichnet den bereits räumlich entlang der Hauptstraße ausgedehnten Ort ebenfalls als Weyer.

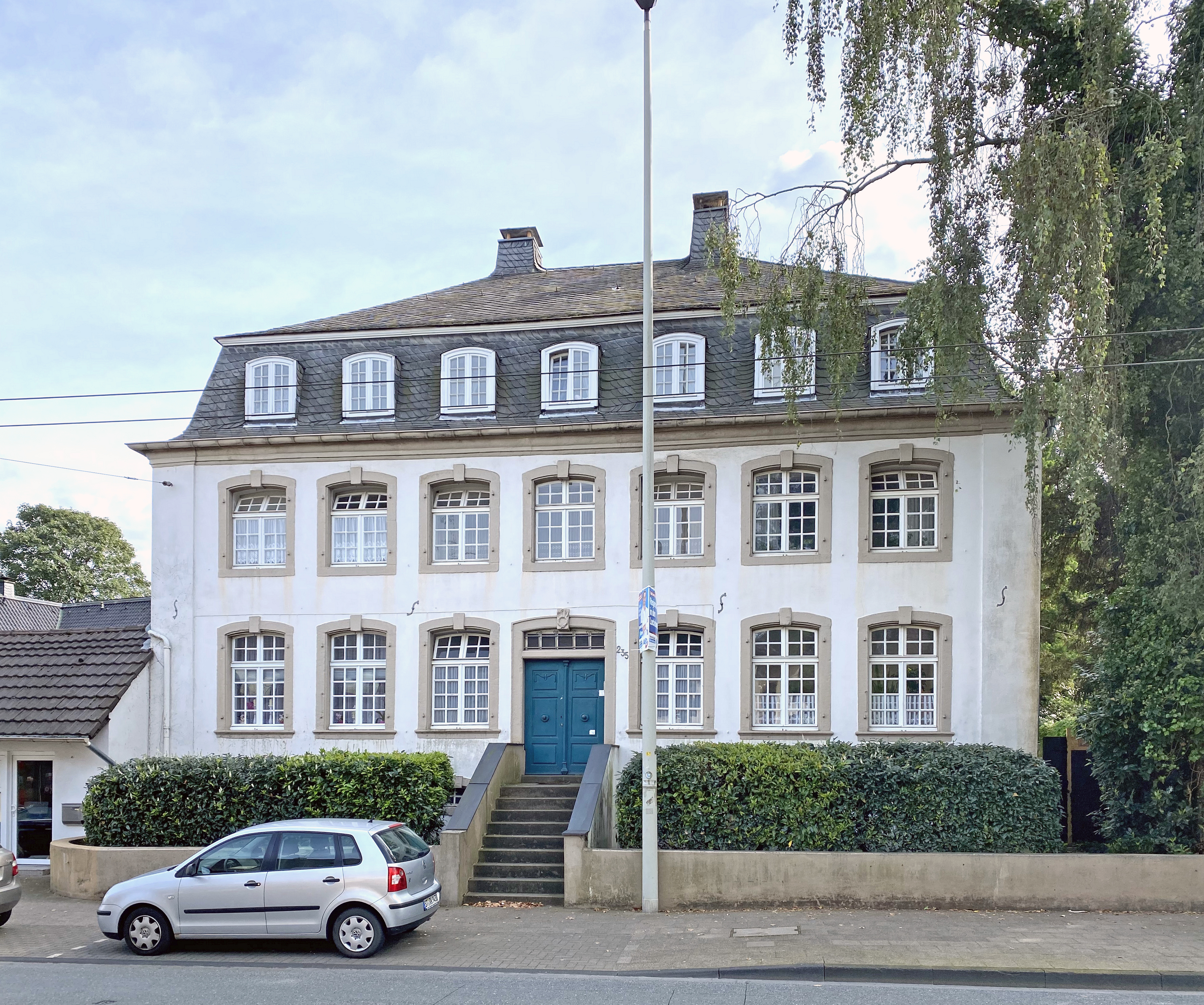
Kyllmannshof

Im 18. Jahrhundert wurde am Weyer eine erste evangelische Schule gegründet, die 1812 auf die Gemeinde überging.:8 Das heute noch vorhandene erste Schulhaus lag südwestlich von Weyer an der heutigen Weyerstraße 212 / 214. Eine katholische Volksschule wurde 1890 am Weyer gegründet. Bereits 1783 bis 1785 wurde am Weyer der Kyllmannshof als Gutshof errichtet.
Nach Gründung der Mairien und späteren Bürgermeistereien Anfang des 19. Jahrhunderts gehörte Weyer zur Bürgermeisterei Merscheid, die 1856 zur Stadt erhoben und 1891 in Ohligs umbenannt wurde.
1815/16 lebten 68, im Jahr 1830 80 Menschen im als Weiler bezeichneten Wohnplatz. 1832 war der Ort weiterhin Teil der Honschaft Merscheid innerhalb der Bürgermeisterei Merscheid, dort lag er in der Flur V. Merscheid. Der nach der Statistik und Topographie des Regierungsbezirks Düsseldorf als Hofstadt kategorisierte Ort besaß zu dieser Zeit zwei öffentliche Gebäude, 15 Wohnhäuser, zwölf landwirtschaftliche Gebäude und zwei Fabrikationsstätten bzw. Mühlen. Zu dieser Zeit lebten 123 Einwohner im Ort, davon sechs katholischen und 117 evangelischen Bekenntnisses. Die Gemeinde- und Gutbezirksstatistik der Rheinprovinz führt den Ort 1871 mit 31 Wohnhäuser und 230 Einwohnern auf. Im Gemeindelexikon für die Provinz Rheinland von 1888 werden 43 Wohnhäuser mit 320 Einwohnern angegeben. 1895 besitzt der Ortsteil 70 Wohnhäuser mit 543 Einwohnern.

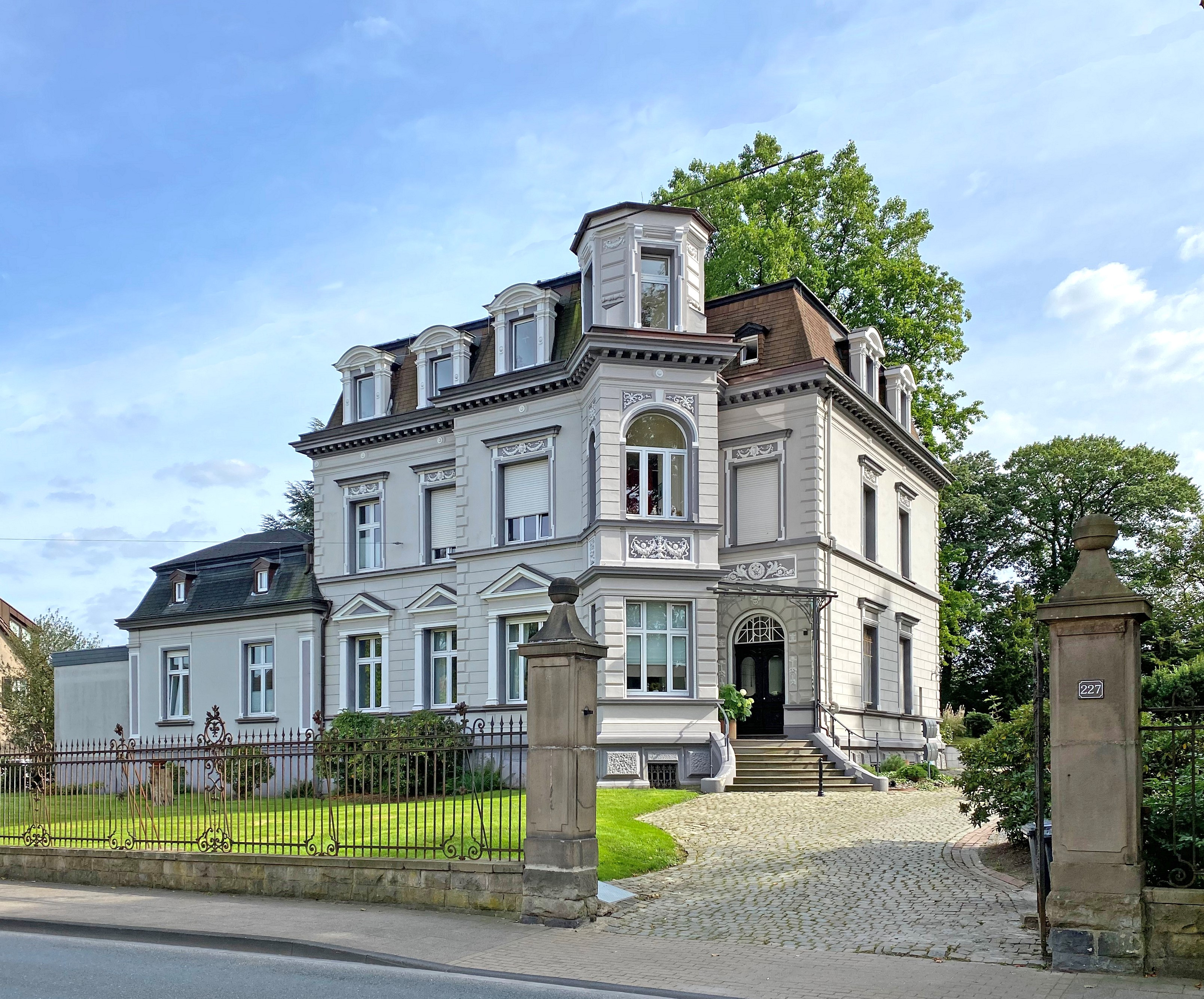
Villa Weyerstraße 227 von 1889, die größte der Villen am Weyer

Ab dem ausgehenden 19. Jahrhundert entwickelte sich Weyer neben Merscheid und Ohligs zu einem der Siedlungszentren in der Stadt Merscheid/Ohligs. Die Bebauung verdichtete sich zunächst entlang der Weyerstraße in Richtung der Stadtgrenze zu Wald, die an der Scheuer verlief. Von der Weyerstraße zweigten dünn besiedelte Wohnstraßen ab, die in die umliegenden Bachtäler führten. Auf dem Walder Höhenrücken am Weyer entwickelte sich eines der ersten Industriegebiete der Stadt Merscheid/Ohligs.:2 Die Weyerstraße entwickelte sich zudem zu einer der bevorzugten Wohnlagen für das gehobene Bürgertum, dort entstanden um die Jahrhundertwende zum 20. Jahrhundert auch eine Reihe von Fabrikantenvillen. Im Jahre 1896 wurde am Weyer ein Schützenverein gegründet.:5

### Ab 20. Jahrhundert
Neben der ursprünglichen vorindustriellen Fertigung von Schneidwaren, die im Solinger Raum über Jahrhunderte starke Verbreitung fand, entwickelten sich ab dem 19. Jahrhundert neue Wirtschaftszweige in der Metallindustrie. So etwa die zwischen 1840 und 1850 im Raum Wald und Weyer begonnene Fertigung von Taschenbügeln, Schirmgestellen oder Fahrradteilen. Die in der zweiten Hälfte des 19. Jahrhunderts am Weyer gegründeten Industriebetriebe Kortenbach & Rauh (gegründet 1855) und Max Plümacher (gegründet 1883) waren wichtige Vorreiter in der fabrikindustriellen Fertigung dieser Güter. Kortenbach & Rauh spezialisierte sich auf die Fertigung von Gestellen für Schirme und die Entwicklung teleskopierbarer Schirme (Kobold) und wurde zu Beginn des 20. Jahrhunderts mit knapp 1.000 Beschäftigten zu einem der wenigen Großbetriebe im Solinger Raum. Gemeinsam mit dem Ohligser Unternehmen Bremshey (Knirps) teilte es sich vor dem Ersten Weltkrieg den Weltmarkt in der Schirmherstellung nahezu auf. In den 1930er Jahren sanken die Beschäftigtenzahlen um die Hälfte, erst nach dem Zweiten Weltkrieg wuchsen die Fabriken wieder, die sich als Zulieferer für die wachsende Autoindustrie neue Märkte erschlossen.:16
Der industrielle Strukturwandel erfasste in den 1990er Jahren auch das Unternehmen Kortenbach & Rauh, mehrere hundert Arbeitsplätze wurden am Weyer abgebaut, bevor das Unternehmen schließlich im Jahr 2000 Insolvenz anmelden musste. Seither ist die Firma in deutlich verkleinerter Form in der Stanz- und Umformtechnik tätig, der Firma ist nach wie vor am Weyer ansässig. Aus dem großflächigen Industriekomplex entwickelte sich Anfang des 21. Jahrhunderts ein Gewerbepark zwischen Weyerstraße, Liebigstraße und Becher Straße. Das ehemalige Kesselhaus der Fabrik Kortenbach & Rauh an der Becher Straße 4 steht seit 1985 unter Denkmalschutz.
Mit der Städtevereinigung zu Groß-Solingen im Jahre 1929 wurde Weyer ein Ortsteil Solingens. Die Kriegszerstörungen durch die Luftangriffe auf Solingen während des Zweiten Weltkriegs fielen am Weyer nur gering aus. Ab der Nachkriegszeit entwickelte sich Weyer zu einem wichtigen Nahversorgungs- und Schulstandort innerhalb des Solinger Stadtteils Wald. Entlang der Weyerstraße siedelten sich viele Einzelhandelsgeschäfte an, darunter auch eine Sparkassen- und eine Postfiliale. Auf dem ehemaligen Kortenbach-Gelände entstanden ein Lidl-Supermarkt sowie eine Autowaschstraße.

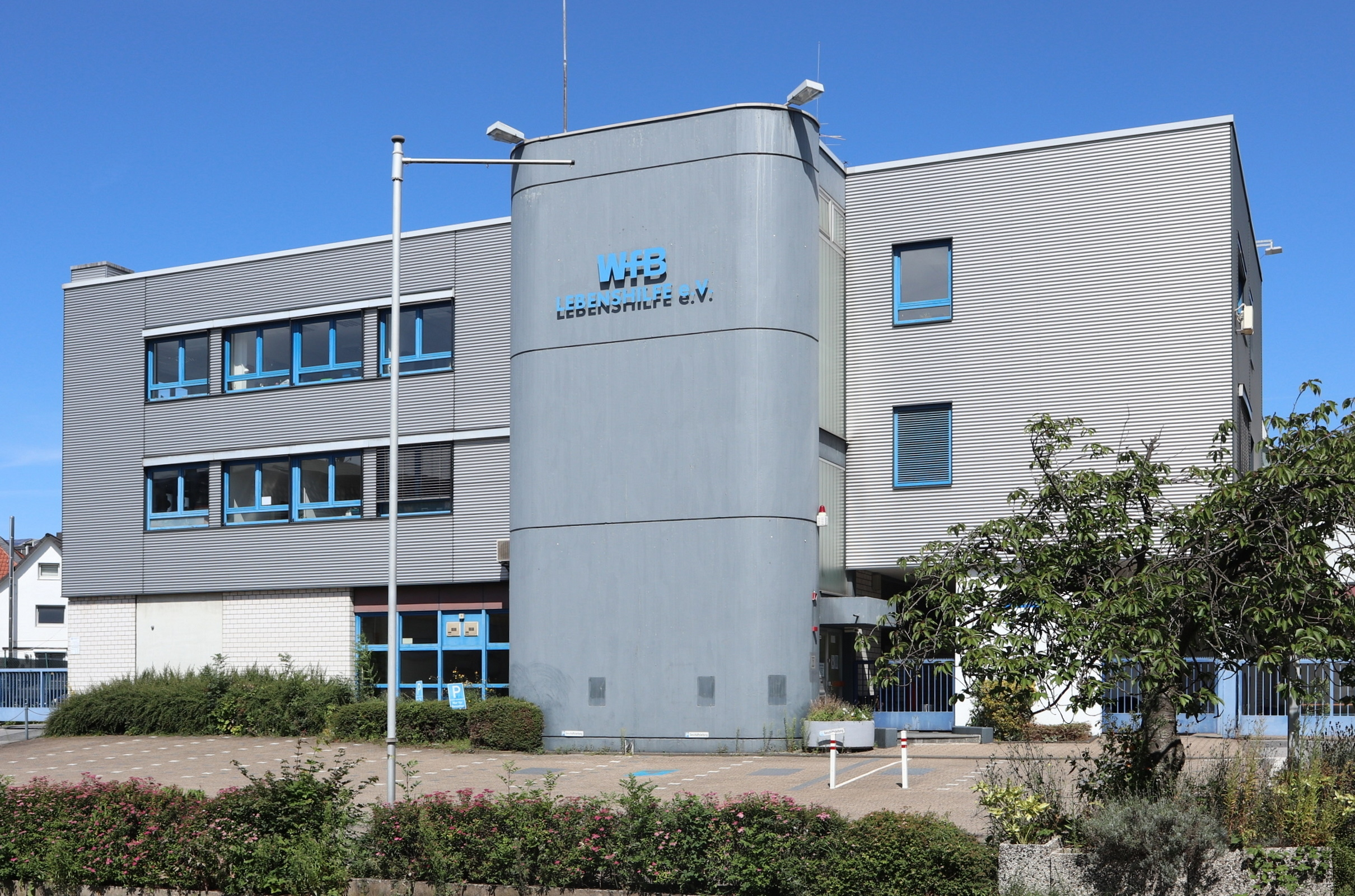
Lebenshilfe-Werkstatt am Weyer

Eine mit Beschluss des Solinger Stadtrats am 7. April 1953 zu gründende neue Solinger Realschule entstand in den 1950er Jahren an der Kornstraße am Weyer. Der Schulbetrieb wurde 1953 im Roten Esel aufgenommen, ehe 1954/1955 die ersten Neubauten bezugsfertig waren. Im Jahre 1956 erhielt die Schule den Namen Albert-Schweitzer-Schule.:30 Aus der 1893 gegründeten katholischen Schule Weyer an der heutigen Liebigstraße ging nach dem Zweiten Weltkrieg eine Sonderschule hervor, die ab 1983 als Förderschule Wilhelm Hartschen bezeichnet wird. Am Weyer befinden sich darüber hinaus die die Grundschule Weyer sowie die Werkstatt für behinderte Menschen der Lebenshilfe Solingen. Auch die Kreisgruppe Solingen des Paritätischen Wohlfahrtsverbands ist am Weyer ansässig.
Im Jahre 1961 wurde an der Sternstraße nach Plänen von Eugen Koch im Stil der Nachkriegsmoderne die evangelische Kirche Weyer errichtet. Der Innenraum wurde von Max Kratz gestaltet. Die 29 Meter hohe Campanile entstand innerhalb von acht Tagen in Gleitbauweise. Das oben abgebildete Kirchengebäude wurde von der Evangelischen Kirche 2022 aufgegeben und soll veräußert werden.